# Shinkoku Maru
Die Shinkoku Maru (jap. 神国丸, dt. „göttliches Land; Land der Götter“) war ein japanischer Öltanker, der während der Operation Hailstone im Zweiten Weltkrieg versenkt wurde.

## Geschichte

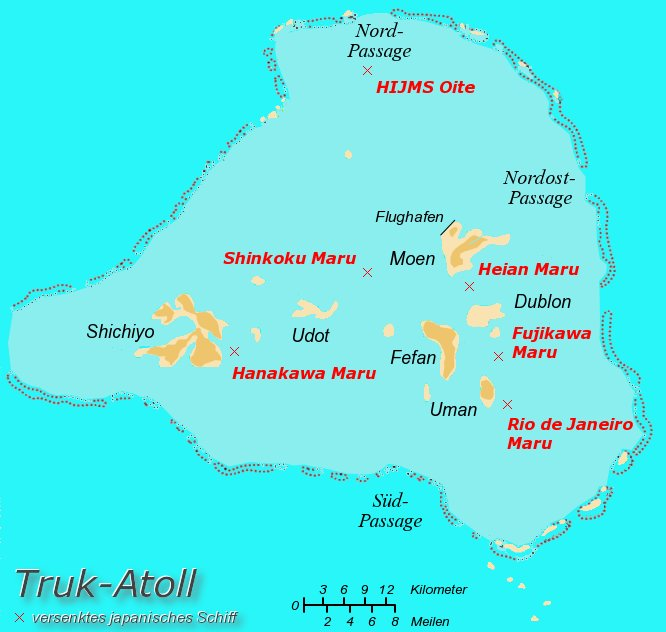
Übersichtskarte Truk-Atoll

Der Tanker wurde 1940 in Kōbe gebaut. Er diente der Versorgung der japanischen Flotte unter Admiral Yamamoto Isoroku. Zwei U-Boot-Angriffe in der Schlacht um Midway überstand das Schiff ohne größere Schäden. Wenige Tage, bevor die Amerikaner die Schiffe in der Lagune von Truk angriffen, lief die Shinkoku Maru dort ein. Sie ankerte nordwestlich der Insel Fefan. Am 17. Februar, als die Operation Hailstone begann, wurde das Schiff noch nicht getroffen, am 18. Februar jedoch wurde es durch einen Torpedo versenkt, der es von der Backbordseite her auf Höhe des Maschinenraums traf.
Das Schiff sank etwa 1,6 Kilometer vor der Küste auf eine Tiefe von ungefähr 38 Meter. Weil es aufrecht auf dem Meeresgrund stand, ragten die Masten hoch, durchstießen gelegentlich die Wasseroberfläche und gefährdeten die Schifffahrt. Sie wurden daher schließlich gekappt. Bis 1971 geriet das Wrack in Vergessenheit, obwohl es sogar von der Wasseroberfläche aus zu sehen ist, sofern das Wasser klar genug ist. Mittlerweile wurde es zu einem beliebten Ziel für Taucher, was zu erheblichen Plünderungen führte. Die vorderen Kajüten sind mittlerweile nahezu leer; in der Krankenstation befinden sich noch Ampullen, Spritzen und Schallplatten, neben der Basis der vorderen Kanone ist noch scharfe Munition gestapelt.